# Medal „Obrońcy Ojczyzny”
Medal „Obrońcy Ojczyzny” (ukr. Медаль «Захиснику Вітчизни») – ukraińskie odznaczenie państwowe nadawane weteranom za udział w wyzwoleniu Ukrainy spod okupacji państw Osi.

## Historia
Odznaczenie zostało ustanowione ukazem prezydenta Ukrainy nr 1299/99 z dnia 8 października 1999 roku dla nagrodzenia osób uczestniczących w wyzwolenia Ukrainy spod okupacji państw Osi w końcowych latach II wojny światowej w 55. rocznicę zwycięstwa nad nazistowskimi Niemcami.
30 stycznia 2015 roku prezydent Ukrainy Petro Poroszenko podpisał ukaz nr 41/2015, zatwierdzający nowe rozporządzenie dotyczące medalu „Obrońcy Ojczyzny” i jego wyglądu. Została zmieniona forma wstążki z wiązanej na modłę rosyjską na pięciokątnej zawieszce, na prostą, zgodną z nowym systemem odznaczeń Ukrainy, na prostokątnej zawieszce. Zmieniono również barwy wstążki, usuwając z niej barwy rosyjskiego wstążki św. Jerzego, kojarzącej się z prorosyjskimi separatystami. Ukaz z 1999 został uznany za nieobowiązujący.
Medal posiada jeden stopień.

## Zasady nadawania
Medal nadawany jest osobom, które w latach 1941–1945 wykazały się osobistym męstwem i odwagą, uczestnicząc w wyzwoleniu Ukrainy spod okupacji państw Osi, przyczyniły się do wzmocnienia i ochrony bezpieczeństwa Ukrainy.
Medal nadawany może być obywatelom Ukrainy jak również cudzoziemcom. Medal obywatelom Ukrainy nadaje prezydent na wniosek szefów centralnych organów administracji, dowódców jednostek wojskowych, premiera Republiki Autonomicznej Krymu oraz władz obwodów i miast wydzielonych Kijowa oraz Sewastopola. Wnioski o nadanie medalu cudzoziemcom sporządza Minister Spraw Zagranicznych.
Medal może być przyznany pośmiertnie.

## Opis odznaki
Odznaką medalu jest okrągły medal o średnicy 32 mm wykonany ze mosiądzu.
Na awersie medalu w środkowej części znajduje się tarcza, na której widnieje konturowy zarys granic Ukrainy i napis УКРАЇНА (pol. Ukraina). Tarcza nałożona jest na miecz skierowany ostrzem do góry po skosie. W dolnej części widoczna jest rękojeść a w górnej część ostrza. Wzdłuż krawędzi w górnej części medalu jest napis ЗАХИСНИКУ  ВІТЧИЗНИ (pol. Obrońca Ojczyzny), a w dolnej gałązki z liści laurowych. 
Na rewersie medalu znajduje się gałązka z liści laurowych.
Do 2015 medal zawieszony był na pięciokątnej blaszce owiniętej wstążką o szerokości 24 mm w kolorze ciemnoniebieskim, po bokach wąskie paski koloru żółtego, a w środku szeroki pasek w barwach wstęgi św. Jerzego. Baretka medalu miała rozmiar 12 na 24 mm.
Od 30 stycznia 2015 medal zawieszony jest na prostokątnej zawieszce o wysokości 42 mm i szerokości 28 mm, u dołu zakończonej klamrą o szerokości 30 mm i wysokości 2 mm. Wstążka z mory, o szerokości 28 mm, jest koloru niebieskiego, z 2 paskami koloru żółtego o szerokości 2 mm, znajdującymi się 2 mm od krawędzi i sąsiadującymi z nimi 2 paskami koloru szarego o szerokości 5 mm. Baretka medalu ma rozmiar 12 na 28 mm. Sam medal pozostał niezmieniony.